# Pteris catoptera
Pteris catoptera là một loài thực vật có mạch trong họ Pteridaceae. Loài này được Kunze miêu tả khoa học đầu tiên năm 1844.